# William Bradford (editore)
William Bradford (New York, 1719 – Filadelfia, 25 settembre 1791) è stato un editore e militare statunitense.

## Biografia

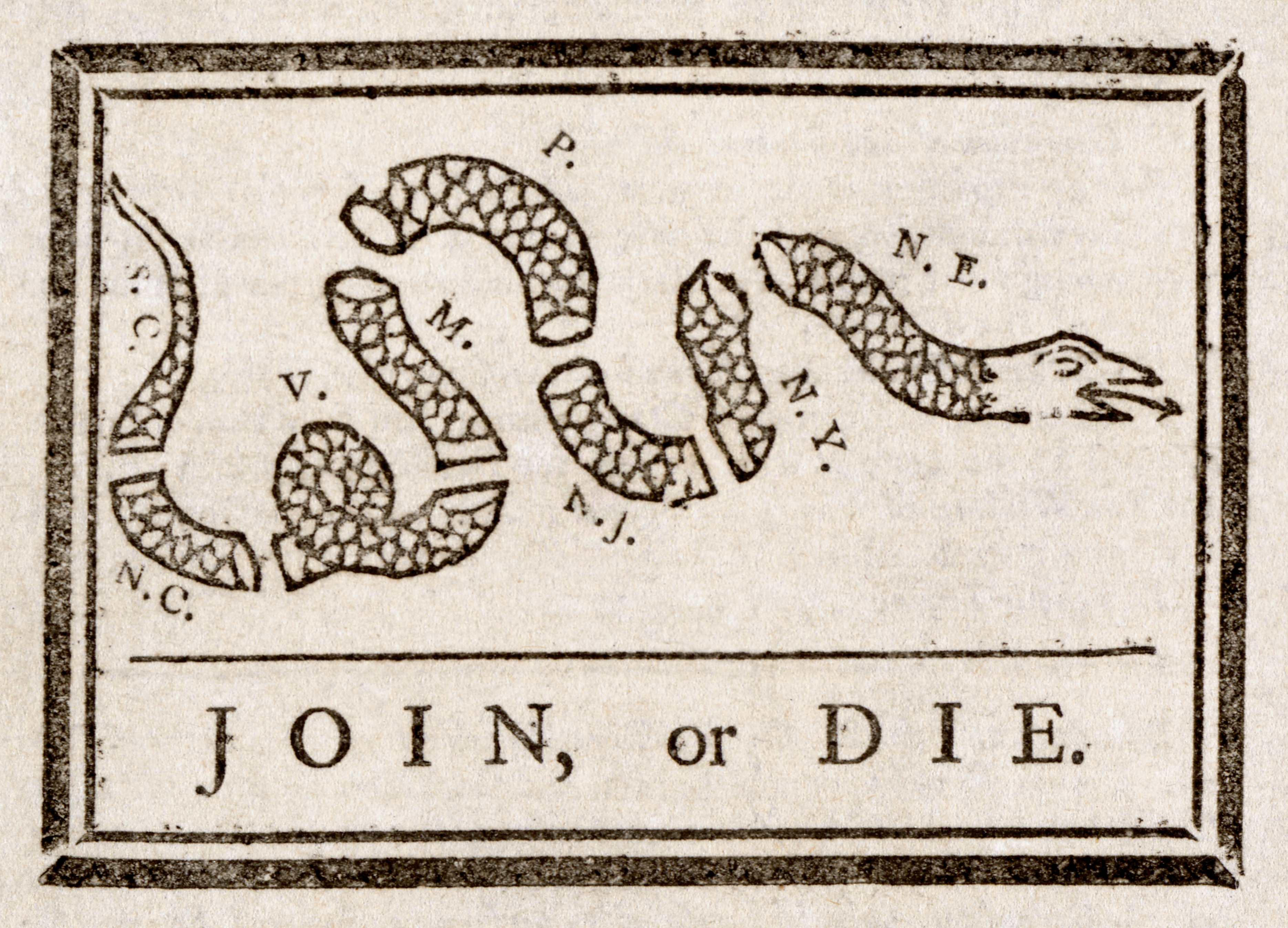
Disegno attribuito a Benjamin Franklin, apparso per la prima volta durante la guerra franco-indiana venne riutilizzato per incitare le colonie americane contro il dominio britannico. Tale divenne il logo del giornale (sul giornale si leggeva Unite or Die).

Nipote dell'editore William Bradford, fu apprendista e in seguito collaboratore dello zio Andrew Bradford a Filadelfia, tale rapporto terminò nel 1741. In seguito visitò l'Inghilterra, tornando l'anno seguente per aprire una libreria e una casa editrice propria.
Pubblicò il The Pennsylvania Journal, il cui primo numero uscì il 2 dicembre 1742. La testata del giornale in cui si mostrava un serpente tagliato ebbe diverse modifiche nel corso degli anni, fra cui quelle effettuate da Paul Revere e Benjamin Franklin.
Durante il Congresso continentale Bradford venne nominato tipografo ufficiale, quindi ogni documento da loro rilasciato venne pubblicato grazie a lui.

### Nella guerra di indipendenza
Negli anni in cui intercorse la guerra d'indipendenza americana Bradford lasciò la sua attività nelle mani del figlio e decise di partecipare alla guerra, venendo anche promosso colonnello. Prese parte a numerose battaglie, fra cui quella di Fort Mifflin e quella sostenuta a Trenton. Venne ferito nella battaglia di Princeton.